# 杜博瓦 (赫梅利尼茨基州)
49°39′5″N 27°27′34″E / 49.65139°N 27.45944°E
杜博瓦（烏克蘭語：Дубова）是位於烏克蘭西部的村莊，由赫梅利尼茨基州裡赫梅利尼茨基區的舊西尼亞瓦市鎮負責管轄。該村始建於1931年，面積1.8平方公里，海拔高度294米，2022年人口99，人口密度每平方公里109.4人。